# 鎮寧路
镇宁路是中華人民共和國上海市的静安區、长宁區两区界路，為南北走向道路。南起华山路，北至万航渡路。道路名稱來自於贵州镇宁。道路全长1284米，宽7.5米至17.7米。道路北段於中華民国27年（1938年）前修築，南段於1953年修築。